# Nazionale olimpica di calcio di Taipei Cinese
La nazionale olimpica di Taipei Cinese di calcio è la rappresentativa calcistica di Taipei Cinese che rappresenta l'omonimo stato ai Giochi olimpici.

## Storia
La nazionale olimpica di Taipei Cinese ha partecipato una sola volta ai giochi olimpici, nel 1960. In questa edizione fu eliminata nella fase a gruppi dove non collezionò nessun punto a causa di tre sconfitte in tre partite contro l'Italia per 4-1, il Brasile per 5-0 e la Gran Bretagna per 3-2.

## Statistiche dettagliate sui tornei internazionali

### Giochi olimpici
| Anno | Luogo             | Piazzamento      | V | N | P | Gol  |
| ---- | ----------------- | ---------------- | - | - | - | ---- |
| 1952 | Helsinki          | Non partecipante | - | - | - | -    |
| 1956 | Melbourne         | Ritirata         | - | - | - | -    |
| 1960 | Roma              | Primo turno      | 0 | 0 | 3 | 3:12 |
| 1964 | Tokyo             | Ritirata         | - | - | - | -    |
| 1968 | Città del Messico | Non qualificata  | - | - | - | -    |
| 1972 | Monaco di Baviera | Non qualificata  | - | - | - | -    |
| 1976 | Montréal          | Non qualificata  | - | - | - | -    |
| 1980 | Mosca             | Non partecipante | - | - | - | -    |
| 1984 | Los Angeles       | Non qualificata  | - | - | - | -    |
| 1988 | Seul              | Non partecipante | - | - | - | -    |
| 1992 | Barcellona        | Non qualificata  | - | - | - | -    |
| 1996 | Atlanta           | Non qualificata  | - | - | - | -    |
| 2000 | Sydney            | Non qualificata  | - | - | - | -    |
| 2004 | Atene             | Non qualificata  | - | - | - | -    |
| 2008 | Pechino           | Non qualificata  | - | - | - | -    |
| 2012 | Londra            | Non qualificata  | - | - | - | -    |
| 2016 | Rio de Janeiro    | Non qualificata  | - | - | - | -    |
| 2020 | Tokyo             | Non qualificata  | - | - | - | -    |
| 2024 | Parigi            | Non qualificata  | - | - | - | -    |

## Tutte le rose

### Giochi olimpici
Calcio ai Giochi Olimpici Estivi 1960P Lau S. W., P Yong P. D., D Chan F. H., D Kok K. H., D Lau Y., D Law P., C Chang T. D., C Lam S. Y., C Lau T., C Wong M. W., C Yeung W. T., A Chow S. H., A Kwok Y., A Lo K. T., A Mok C. W., A Ng W. M., A Se T. M., A Wong C. K., A Yiu C. Y., CT: Lee W. T.